# 伯靡
靡（？—？），又稱伯靡，夏朝政治人物。
后羿弄权，寒浞又取而代之。夏朝的大臣伯靡，在寒浞杀死夏朝的第五任君主相后，拒降寒浞，逃亡至有鬲氏（今山東省德州市南部）。他依靠有鬲氏力量，集結斟灌氏及斟寻氏二國夏朝遺民，组织力量，准备为恢复夏后氏统治而战。此时，少康已在有虞氏（今河南省虞城东北）积蓄力量，准备复国。伯靡和少康取得联系，配合作战、在少康灭寒浞二子浇和豷之后，伯靡率有鬲氏、斟灌氏、斟寻氏大军，进攻斟寻（今河南省巩义西南），与寒浞率领的有穷氏军队决战。伯靡大军声势浩大，战斗力强，攻灭寒浞有穷氏军，杀死寒浞，协助少康恢复了夏朝。寒浞政权瓦解。伯靡进入斟寻，立少康为君，恢复夏后氏统治。